# Пиратство
Пиратството е практиката на организиран морски грабеж или морски бандитизъм, толкова стар, колкото и самата морска навигация. Пиратите са морски разбойници, но понякога нападат и цели на сушата. Обикновено пиратството е насочено към други кораби. Представлява частна или държавна атака в международни води или в области, които не са под юрисдикцията на никоя държава, с цел открадване на товари, настояване за откуп за пътниците и често изземване на самия кораб. Неговото определение съгласно международното право може да се намери в член 101 от Конвенцията на ООН за морското право.
Най-ранните документирани случаи на пиратство са от 14 век пр.н.е., когато морските народи, група от океански мореплаватели, нападат корабите на егейската и средиземноморската цивилизации. Тесните канали, които направляват корабоплаването в предсказуеми маршрути, създават възможности за пиратство. Исторически примери включват водите на Гибралтар, пролива Малака, Мадагаскар, Аденския залив и Ламанша, чиито географски ограничения улесняват пиратските атаки.
Пиратите често правят метежи – когато екипажът не харесва командните тактики на капитана, го сваля от поста и в повечето случаи го убива. Когато пиратите нападат друг кораб по море, обикновено се извършва абордаж – прехвърляне от единия кораб на другия – като се доближат корабите, пиратите хвърлят въжета и се пренасят на другия кораб. Те понякога нападат и крайбрежни села с цел да вземат заложници и да искат откуп. Техният основен закон е т.нар. пиратски кодекс – капитаните се събират да се договорят, когато имат да решават проблеми.
В началото на 21 век морското пиратство на транспортни плавателни съдове остава важен проблем (с изчислени световни загуби от 16 милиарда щатски долара годишно), особено във водите между Червено море и Индийския океан, Сомалийското крайбрежие, а също така в пролива Малака и Сингапур.

## Етимология
Думата „пират“ (на латински: pirata) се появява на свой ред от гръцки (на гръцки: πειρατής), със същия корен както думата πειράω (опитвам, изпитвам). По този начин значението на думата е „опитайте късмета си“, джентълмени на съдбата. Други източници смятат, че думата „пират“ идва от гръцката дума pyros, означаваща огън, защото пиратите често изгарят всичко след себе си за да не оставят веществени доказателства. Има вероятност в корена на думата да стои и peril, което означава опасност.

## История

### Съвременно пиратство
Пиратството се превръща в глобален проблем през 2012 г. По оценки през 2011 г. пиратите са спечелили над 220 милиона долара. През последните години сомалийските пирати разпространяват дейността си във все по-обширни територии на Индийския океан обхващащи площ няколко пъти по-големи от Европа. Съвременното пиратство се разпространява все по-интензивно в страни като Хаити, Бразилия, Венецуела, Колумбия и Перу.
Новото поколение пирати е все по-отчаяно в действията си, а в същото време няма международна правна система за пиратството, въпреки че резолюция на Съвета за сигурност на ООН дава право на отделните държави да преследват сомалийски пирати и да съдят заловените нарушители по дефиницията „универсално престъпление“. Генералният секретар на ООН Бан Ки Мун е подложен на натиск да създаде международен трибунал за пирати. Над 30 военни кораба от девет страни патрулират в района на Аденския залив и Сомалия. Пиратите са изключително бързи и непредвидими, нападайки през нощта, а веднъж превзет кораба, е изключително сложно да се провеждат освободителни операции заради опасността за живота на заложниците.